# 2020年東京オリンピックの空手競技
2020年東京オリンピックの空手競技（2020ねんとうきょうオリンピックのからてきょうぎ）は、世界空手連盟（WKF）が管轄し、2020年東京オリンピックにて実施された追加種目空手。会場は日本武道館。2021年8月5日から7日に実施。なお2024年パリオリンピックでは正式競技にならないことは2017年6月9日のIOC理事会で、追加種目にならないことは2019年6月25日のIOC総会で決定した。2028年大会以降、再び実施されるかは未定である。

## 実施種目
体重別で争う組手の3階級、及び形が男女で実施され、全8種目である。WKFが主催する世界空手道選手権などの大会では、組手は体重別5階級で競われているため、オリンピックでは、下表の通り、統合されて実施される。競技は組手が男女ともに試合時間は3分。形は採点形式で行われる。
| 男子      | 男子      | 女子      | 女子      |
| (WKF)     | (五輪)    | (WKF)     | (五輪)    |
| --------- | --------- | --------- | --------- |
| 60 kg級   | 67 kg級   | 50 kg級   | 55 kg級   |
| 67 kg級   | 67 kg級   | 55 kg級   | 55 kg級   |
| 75 kg級   | 75 kg級   | 61 kg級   | 61 kg級   |
| 84 kg級   | 75 kg超級 | 68 kg級   | 61 kg超級 |
| 84 kg超級 | 75 kg超級 | 68 kg超級 | 61 kg超級 |

出場枠手は各種目10人（各国最大1人ずつ）、計80人で日本が全種目の開催国枠（計8人）を持つほか、オリンピックランキング上位の選手（各種目4人）、世界最終予選を勝ち抜いた選手（各種目3人）、大陸別の総合競技大会の種目別の優勝者のうちオリンピックランキング上位の選手（男女6人ずつ）、及び招待選手（男女2人ずつ）が出場する。オリンピックでWKFの2階級が統合される階級では、オリンピックランキングは2階級の選手の統合ランキングが作成されるが、最上位者4名の選考では、選手が所属するWKFの階級ごとに2名ずつ選考される。世界最終予選は統合された階級により実施される。なお、招待選手は男女1人ずつに留まったため、残りの男女1枠ずつはオリンピックランキングにより再配分された。また、上記の出場枠とは別にIOCにより発表された難民選手団に所属する2人の選手がそれぞれ男子組手 67kg級と男子形に出場するため、今大会に出場する選手は合計82人となる予定であったが、女子組手 55kg級に出場する予定であったAnna Chernysheva（ROC）が新型コロナウィルスの検査で陽性となり出場できなかったため、合計81人の選手が競技に出場した。

### 開催国枠の選手について
原則として、開催国（日本）の選手にはオリンピックランキングに基づいて、各種目最上位の選手に出場権が与えられる。オリンピックランキングは2018年7月2日から2020年4月6日までの間に行われる2018年世界選手権（マドリード）、大陸選手権、KARATE1（プレミアリーグ、シリーズA）の諸大会を対象としていた。全日本空手道連盟（JKF）は集中強化指定選手（種目ごとに1人、又は2人）を指定した対象大会に出場させ、全ての対象大会が終了した時点で日本勢トップの選手を日本代表に内定するとしていた。
しかし、2020年3月6日、新型コロナウイルス感染症の流行により、ランキング対象大会の一つであるプレミアリーグラバト大会（3月13日～15日予定）が中止となった。更にこの事態を受けて、急遽、対象大会に追加されたプレミアリーグマドリード大会（4月17日～19日予定）も同様の理由で3月17日に中止が決定したことにより、3月18日、WKFはオリンピックランキングの確定と、同ランキングにより出場権を獲得した40人の選手（各種目4名＋開催国枠1名）を発表し、それに従い、JKFも日本代表内定選手8人を発表していた。
ところが、3月30日に東京オリンピックの延期が決定し、5月20日、WKFは2020年プレミアリーグラバト大会の代わりに開催される2021年プレミアリーグラバト大会（又は2021年に予定される世界最終予選より前に開催される別のプレミアリーグ大会）がオリンピックランキングの対象大会に追加されることを発表した。それを受けて、5月21日にJKFは新たに対象大会となる大会の成績により、ランキングの日本勢トップが入れ替わる可能性がある男子67 kg級と女子61 kg級の代表選考をやり直しすることを発表した。また、6月19日にはJKFが代表選手の選考として、対象大会に当該種目の集中強化指定選手（2人ずつ）を派遣し、ランキングで日本勢トップとなった選手が代表候補に内定することが発表された。男子67kg級は佐合尚人と篠原浩人、女子61kg級は染谷真有美と森口彩美が代表の座を争ったが、2021年4月30日から開催されたプレミアリーグリスボン大会の結果、ともに一度は代表に内定したものの再選考となっていた佐合と染谷が再び、代表候補となった。
| 男子              | 男子       | 女子              | 女子       |
| ----------------- | ---------- | ----------------- | ---------- |
| 男子組手67 kg級   | 佐合尚人   | 女子組手55 kg級   | 宮原美穂   |
| 男子組手75 kg級   | 西村拳     | 女子組手61 kg級   | 染谷真有美 |
| 男子組手75 kg超級 | 荒賀龍太郎 | 女子組手61 kg超級 | 植草歩     |
| 男子形            | 喜友名諒   | 女子形            | 清水希容   |

## 参加国
- アルジェリア (1)
- オーストラリア (1)
- オーストリア (1)
- アゼルバイジャン (3)
- ブルガリア (1)
- カナダ (1)
- 中国 (2)
- クロアチア (1)
- エジプト (5)
- フランス (3)
- ジョージア (1)
- ドイツ (4[注釈 2])
- 香港 (1)
- ハンガリー (1)
- イラン (3)
- イタリア (5)
- 日本 (8)
- ヨルダン (1)
- カザフスタン (5)
- クウェート (1)
- ラトビア (1)
- モロッコ (1)
- ニュージーランド (1)
- 北マケドニア (1)
- ペルー (1)
- 難民 (2)
- サウジアラビア (1)
- セルビア (1)
- 韓国 (1)
- スペイン (2)
- スイス (1)
- チャイニーズタイペイ (2)
- トルコ (7)
- ウクライナ (3)
- アメリカ合衆国 (4)
- ベネズエラ (3)

## 大会形式
形の予選ラウンドでは、選手は2つのグループに分かれて、2回ずつ演武を行い平均点上位3名ずつがランキングラウンドに進出する。ランキングラウンドに進出した選手は3回目の演武を行い、グループ1位となった選手は、もう一方のグループ1位の選手との決勝戦に進出する。グループ2位の選手はもう一方のグループ3位の選手、グループ3位の選手はもう一方のグループ2位の選手との3位決定戦に進出する。演武はWKFが認定している102種類の形から選択して行うが、一度行った形は同じ大会では二度と行えないため、優勝するためには4種類の形を身につける必要がある。
組手の予選ラウンドでは、選手は２つのグループに分かれて総当り戦を行い、上位2名が準決勝に進出する。3位決定戦は行われないため、銅メダルは形と同様、各種目2名に与えられる。試合はポイント制（「有効」1ポイント、「技あり」2ポイント、「1本」3ポイント）で行われ、8ポイント差をつけるか、競技時間（3分間）終了時にポイントの多い選手が勝利する。もし、ポイントが並んだ場合は、その試合で最初にポイントを取った選手が勝者となる。なお、攻撃は相手に当たる直前で止める（コントロールする）ルールとなっており、男子組手75 kg超級決勝では、頭部への蹴りにより相手選手を「ノックアウト」してしまった選手が反則負けとなり、倒された選手が金メダルを獲得する珍事が発生した。

## 競技日程
| 種目/日付         | 8/5 | 8/6 | 8/7 |
| ----------------- | --- | --- | --- |
| 男子組手67 kg級   | F   |     |     |
| 男子組手75 kg級   |     | F   |     |
| 男子組手75 kg超級 |     |     | F   |
| 男子形            |     | F   |     |
| 女子組手55 kg級   | F   |     |     |
| 女子組手61 kg級   |     | F   |     |
| 女子組手61 kg超級 |     |     | F   |
| 女子形            | F   |     |     |

## 競技結果

### 男子

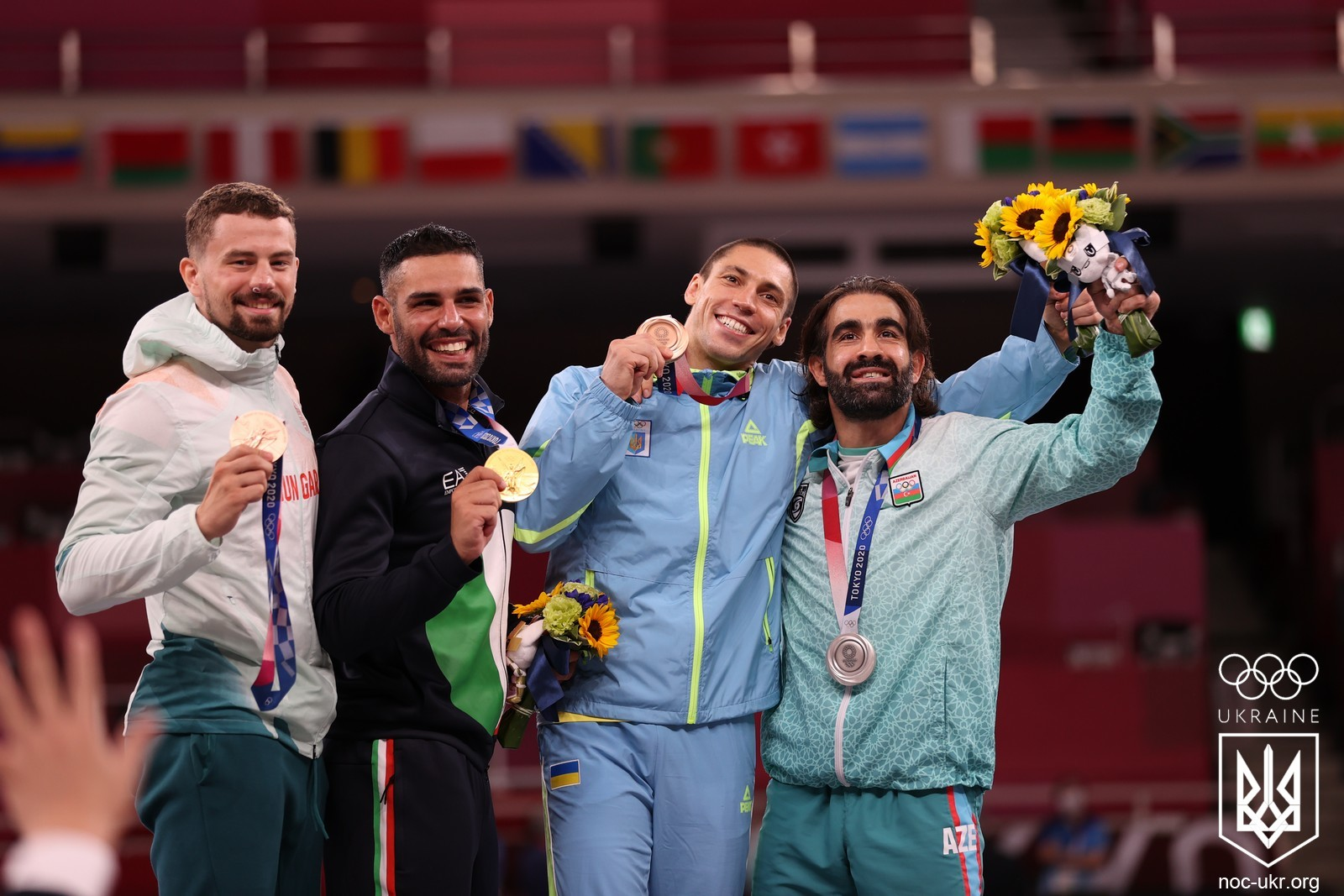
男子75kg級表彰式

佐合尚人（組手67 kg級）と西村拳（組手75 kg級）はいずれも予選ラウンドで3位以下であったため、準決勝進出はならなかった。
| 種目          | 金                                  | 銀                                          | 銅                                                  |
| ------------- | ----------------------------------- | ------------------------------------------- | --------------------------------------------------- |
| 組手67 kg級   | ステバン・ダ・コスタ フランス (FRA) | エライ・シャムダン トルコ (TUR)             | ダルハン・アサディロフ カザフスタン (KAZ)           |
| 組手67 kg級   | ステバン・ダ・コスタ フランス (FRA) | エライ・シャムダン トルコ (TUR)             | アブデル・ラフマン・アル＝マサトファ ヨルダン (JOR) |
| 組手75 kg級   | ルイジ・ブーザ イタリア (ITA)       | ラファエル・アガエフ アゼルバイジャン (AZE) | ハールシュパタキ・ガーボル ハンガリー (HUN)         |
| 組手75 kg級   | ルイジ・ブーザ イタリア (ITA)       | ラファエル・アガエフ アゼルバイジャン (AZE) | スタニスラフ・ホルナ ウクライナ (UKR)               |
| 組手75 kg超級 | サジャド・ガンジザデ イラン (IRI)   | タレク・ハメディ サウジアラビア (KSA)       | 荒賀龍太郎 日本 (JPN)                               |
| 組手75 kg超級 | サジャド・ガンジザデ イラン (IRI)   | タレク・ハメディ サウジアラビア (KSA)       | ウール・アクタシュ トルコ (TUR)                     |
| 形            | 喜友名諒 日本 (JPN)                 | ダミアン・キンテーロ スペイン (ESP)         | アリエル・トレス・グティエレス アメリカ合衆国 (USA) |
| 形            | 喜友名諒 日本 (JPN)                 | ダミアン・キンテーロ スペイン (ESP)         | アリ・ソフオール トルコ (TUR)                       |

### 女子

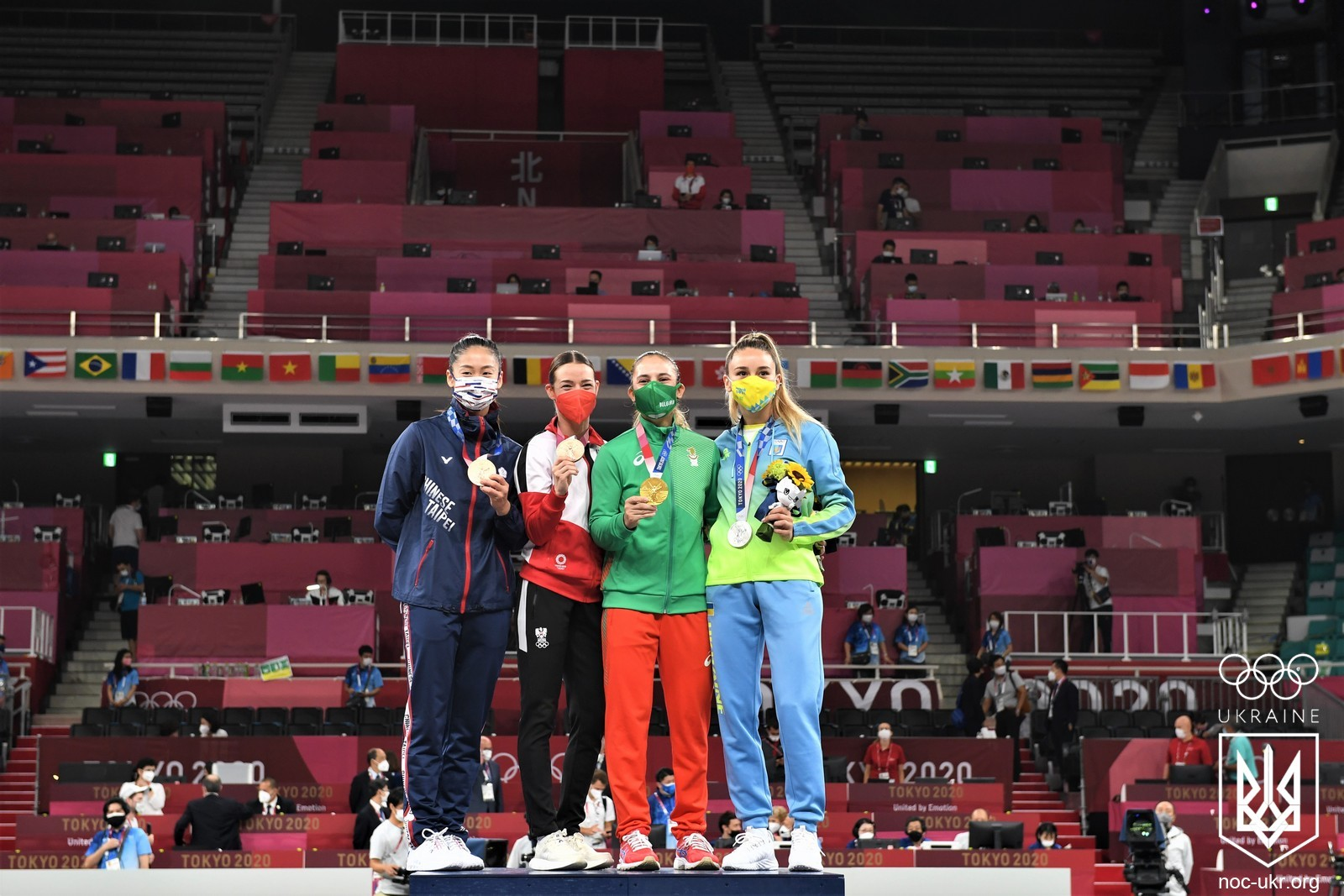
女子55kg級表彰式

宮原美穂（組手55 kg級）、染谷真有美（組手61 kg級）、植草歩（組手61 kg超級）はいずれも予選ラウンドで3位以下であったため、準決勝進出はならなかった。
| 種目          | 金                                        | 銀                                        | 銅                                        |
| ------------- | ----------------------------------------- | ----------------------------------------- | ----------------------------------------- |
| 組手55 kg級   | イベト・ゴラノバ ブルガリア (BUL)         | アンジェリカ・テルリュガ ウクライナ (UKR) | ベッティナ・プランク オーストリア (AUT)   |
| 組手55 kg級   | イベト・ゴラノバ ブルガリア (BUL)         | アンジェリカ・テルリュガ ウクライナ (UKR) | 文姿云 チャイニーズタイペイ (TPE)         |
| 組手61 kg級   | ヨバナ・プレコビッチ セルビア (SRB)       | 尹笑言 中国 (CHN)                         | ギアナ・ロトフィ エジプト (EGY)           |
| 組手61 kg級   | ヨバナ・プレコビッチ セルビア (SRB)       | 尹笑言 中国 (CHN)                         | メルベ・チョバン トルコ (TUR)             |
| 組手61 kg超級 | フェリヤル・アブデルアジズ エジプト (EGY) | イリーナ・ザレツカ アゼルバイジャン (AZE) | 龔莉 中国 (CHN)                           |
| 組手61 kg超級 | フェリヤル・アブデルアジズ エジプト (EGY) | イリーナ・ザレツカ アゼルバイジャン (AZE) | ソフィア・ベルルツェワ カザフスタン (KAZ) |
| 形            | サンドラ・サンチェス スペイン (ESP)       | 清水希容 日本 (JPN)                       | 劉慕裳 香港 (HKG)                         |
| 形            | サンドラ・サンチェス スペイン (ESP)       | 清水希容 日本 (JPN)                       | ビビアナ・ボッターロ イタリア (ITA)       |

## 国・地域別のメダル獲得数
| 順   | 国・地域                   | 金 | 銀 | 銅 | 計 |
| ---- | -------------------------- | -- | -- | -- | -- |
| 1    | 日本 (JPN)（開催国）       | 1  | 1  | 1  | 3  |
| 2    | スペイン (ESP)             | 1  | 1  | 0  | 2  |
| 3    | エジプト (EGY)             | 1  | 0  | 1  | 2  |
| 3    | イタリア (ITA)             | 1  | 0  | 1  | 2  |
| 5    | ブルガリア (BUL)           | 1  | 0  | 0  | 1  |
| 5    | フランス (FRA)             | 1  | 0  | 0  | 1  |
| 5    | イラン (IRI)               | 1  | 0  | 0  | 1  |
| 5    | セルビア (SRB)             | 1  | 0  | 0  | 1  |
| 9    | アゼルバイジャン (AZE)     | 0  | 2  | 0  | 2  |
| 10   | トルコ (TUR)               | 0  | 1  | 3  | 4  |
| 11   | 中国 (CHN)                 | 0  | 1  | 1  | 2  |
| 11   | ウクライナ (UKR)           | 0  | 1  | 1  | 2  |
| 13   | サウジアラビア (KSA)       | 0  | 1  | 0  | 1  |
| 14   | カザフスタン (KAZ)         | 0  | 0  | 2  | 2  |
| 15   | オーストリア (AUT)         | 0  | 0  | 1  | 1  |
| 15   | 香港 (HKG)                 | 0  | 0  | 1  | 1  |
| 15   | ハンガリー (HUN)           | 0  | 0  | 1  | 1  |
| 15   | ヨルダン (JOR)             | 0  | 0  | 1  | 1  |
| 15   | チャイニーズタイペイ (TPE) | 0  | 0  | 1  | 1  |
| 15   | アメリカ合衆国 (USA)       | 0  | 0  | 1  | 1  |
| 合計 | 合計                       | 8  | 8  | 16 | 32 |